# Oczy szeroko otwarte

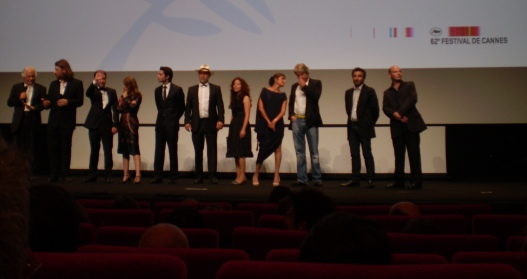
Prezentacja filmu Oczy szeroko otwarte podczas Cannes Film Festival 2009.

Oczy szeroko otwarte (hebr. עיניים פקוחות; Einayim Petukhoth) – izraelsko-francusko-niemiecki dramat filmowy z 2009 roku w reżyserii Haima Tabakmana.

## Fabuła
Aaron (Zohar Strauss) to rzeźnik, mąż i ojciec czwórki dzieci, który w swoim mieście cieszy się opinią dobrego człowieka. Po śmierci ojca bohater potrzebuje rąk do pracy. Zatrudnia dziewiętnastoletniego, bezdomnego Ezriego (Ran Danker). Wszystko się zmienia, gdy pewnego dnia udają się razem wziąć rytualną kąpiel (twila), w tym czasie dochodzi między nimi do intymnego kontaktu.

## Obsada
- Zohar Strauss jako Aaron
- Ran Danker jako Ezri
- Rawit Rozen jako Riwka
- Cachi Grad jako rabbi Vaisben
- Eva Zrihen-Attali jako Sara
- Awi Grajnik jako Israël Fischer
- Isaac Sharry jako Morchedaj

## Nagrody
62. MFF w Cannes
- nominacja: konkurs Un Certain Regard − Haim Tabakman

MFF w Gandawie
- najlepszy film − Haim Tabakman